# PGC 49301
LEDA/PGC 49301, auch UGC 8795, ist eine leuchtschwache Spiralgalaxie vom Hubble-Typ Sc im Sternbild Jagdhunde am Nordsternhimmel. Sie ist schätzungsweise 106 Millionen Lichtjahre von der Milchstraße entfernt und hat eine Ausdehnung von etwa 60.000 Lichtjahren.
Im selben Himmelsareal befinden sich unter anderem die Galaxien IC 4340, IC 4341, PGC 2102468, PGC 2106967.